# Ashington AFC
Ashington AFC is een Engelse voetbalclub uit Ashington, Northumberland.
De club werd in 1883 opgericht en sloot zich bij de Northern Alliance voor de start van het seizoen 1892/93. Na één seizoen verhuisde de club naar de East Northumberland League en werd daar kampioen in 1898. Vier jaar later keerde Ashington terug naar de Northern Alliance en in 1909 werd het huidige stadion Portland Park in gebruik genomen. Na de titel in 1913 promoveerde de club naar de North Eastern League.
In 1921 was de club medeoprichter van de Football League Third Division North. Hun beste FA Cup seizoen was 1926/27 toen de 3de ronde bereikt werd. In 1929 werd de club uit de League gestemd en vervangen door York City.
Na één jaar geen competitievoetbal ging de club terug naar de North Eastern League. Het meeste aantal toeschouwers (13199) daagde in 1950 op voor een FA Cup wedstrijd tegen Rochdale FC. In 1958 sloot de club zich aan bij de Midland League, die 2 jaar later echter werd opgeheven en Ashington moest erug naar de North Eastern League die enkele seizoenen later echter ook werd opgeheven. Na één seizoen in de North Regional League werd de club medeoprichter van de Northern Premier League in 1968.
Na één seizoen moest de club een stap terug zetten naar de Northern League waar de club nog steeds speelt. Hun laatste succes was de halve finale van de laatste FA Amateur Cup in 1974 waar verloren werd van de uiteindelijke winnaar Bishop’s Stortford FC.